# Liste der Kreisstraßen im Landkreis München
Die Liste der Kreisstraßen im Landkreis München ist eine Auflistung der Kreisstraßen im bayerischen Landkreis München mit deren Verlauf. 

## Abkürzungen
- EBE: Kreisstraße im Landkreis Ebersberg
- MB: Kreisstraße im Landkreis Miesbach
- M: Kreisstraße im Landkreis München
- Ms: Kreisstraße in München
- RO: Kreisstraße im Landkreis Rosenheim
- St: Staatsstraße in Bayern
- STA: Kreisstraße im Landkreis Starnberg

## Liste
Nicht vorhandene bzw. nicht nachgewiesene Kreisstraßen werden in Kursivdruck gekennzeichnet, ebenso Straßen und Straßenabschnitte, die unabhängig vom Grund (Herabstufung zu einer Gemeindestraße oder Höherstufung) keine Kreisstraßen mehr sind.
Der Straßenverlauf wird in der Regel von Nord nach Süd und von West nach Ost angegeben.
| Nr. M | Verlauf |
| ----- | --- |
| M 1   | – M 18 – Heimstetten – Landkreisgrenze – (EBE 1 im Landkreis Ebersberg) |
| M 2   | – Unterhaching – St 2368 – M 22 – Winning – Bergham – M 19 – / |
| M 3   | St 2088 – |
| M 4   | (STA 3 im Landkreis Starnberg) – Landkreisgrenze – Neuried – St 2344 |
| M 5   | St 2072 in Straßlach – Großdingharting – St 2071/St 2072 |
| M 6   | St 2368 – Gumpertshausen – St 2070 in Altkirchen |
| M 7   | – Landkreisgrenze – (MB 2 im Landkreis Miesbach) |
| M 8   | M 9 in Kleinkarolinenfeld – Großhelfendorf – St 2078 – Kleinhelfendorf – Trautshofen – Landkreisgrenze – (RO 3 im Landkreis Rosenheim) |
| M 9   | St 2070/St 2367 in Faistenhaar – Kleinkarolinenfeld – Landkreisgrenze – (MB 3 im Landkreis Miesbach) |
| M 10  | M 11 in Brunnthal – St 2078 – Höhenkirchen – Siegertsbrunn – Landkreisgrenze – (EBE 14 im Landkreis Ebersberg) |
| M 11  | St 2072 in Grünwald – Oberhaching-Nord – Furth-Nord – – St 2368 – Furth – Oberhaching – Otterloh – Brunnthal – M 27 – M 10 – nicht befahrbare Strecke – St 2078 – nicht befahrbare Strecke – Höhenkirchen-Nordwest – Luitpoldsiedlung – M 24 |
| M 14  | St 2367 in Faistenhaar – St 2078 in Dürrnhaar |
| M 18  | (Ms 18 in München) – Landkreisgrenze – Feldkirchen – M 1 – Landkreisgrenze – (EBE 4 im Landkreis Ebersberg) |
| M 19  | M 2 Straßhäuser – |
| M 21  | (St 2344 im Landkreis Fürstenfeldbruck) – Landkreisgrenze – Planegg – St 2063 – St 2344 |
| M 22  | St 2368 in Unterhaching – St 2078 – Ottobrunn – St 2079 |
| M 24  | in Hohenbrunn – M 11 – M 25 – M 10 in Siegertsbrunn |
| M 25  | in Neukeferloh – Grasbrunn – Harthausen – St 2079 – M 24 in Siegertsbrunn |
| M 27  | M 11 in Brunnthal – St 2070 in Hofolding |

## Quelle
OpenStreetMap: Landkreis München – Landkreis München im OpenStreetMap-Wiki